# Isla Observatorio (Antártida)
La isla Observatorio (según Argentina) o isla Gamma (según Chile) es una isla de 2 kilómetros de largo, que marca el extremo suroeste del archipiélago Melchior, en el archipiélago Palmer, en la Antártida.
Es de relieve regular y cima pareja, cubierta completamente por una gruesa capa de hielo. Su máxima altura es de 140 metros al centro de la isla. Sus costas están formadas por altos acantilados de hielo.

## Historia y toponimia

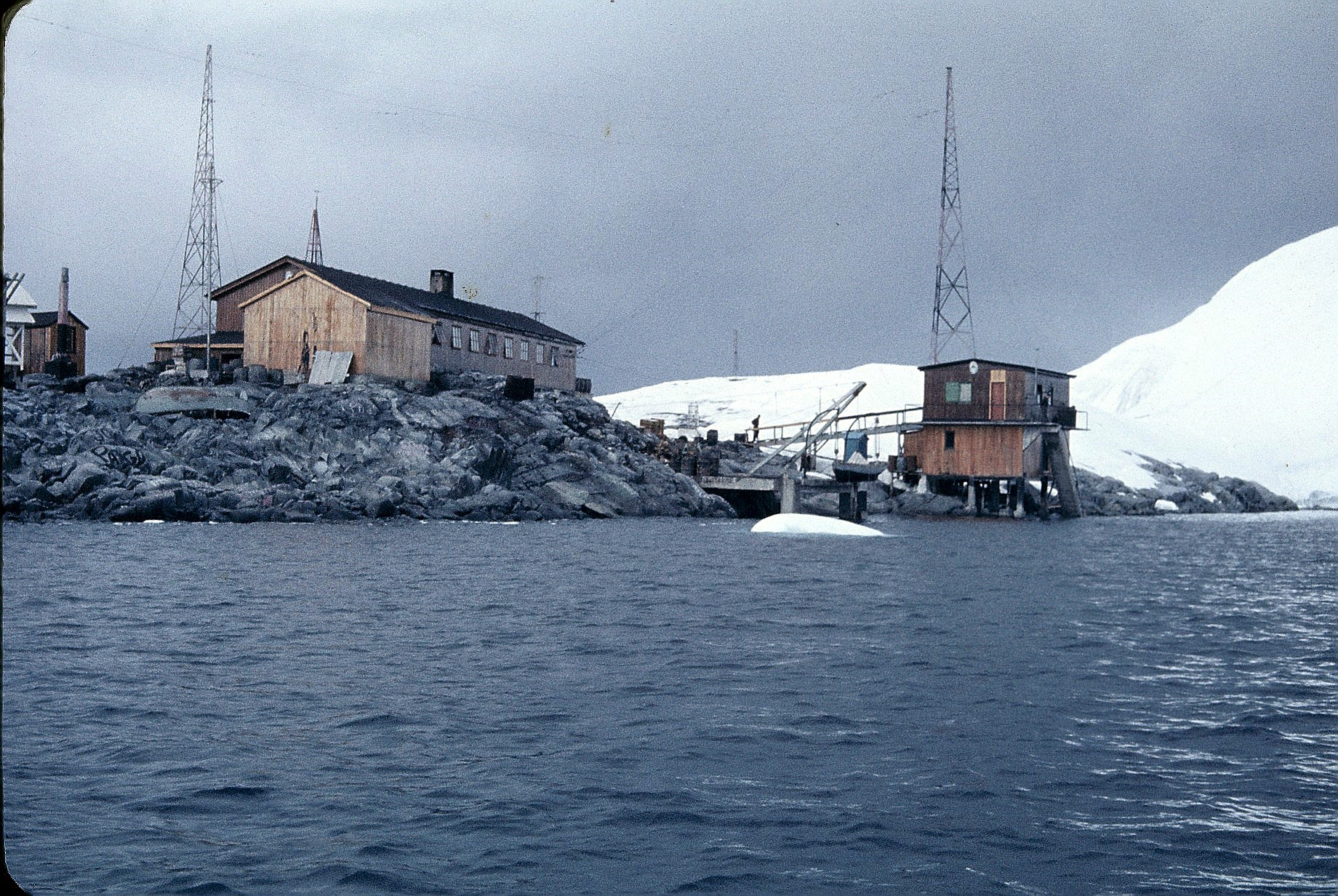
Base Melchior de Argentina. Archipiélago Melchior.

Fue cartografiada por primera vez por la Tercera Expedición Antártica Francesa, entre 1903-1905, al mando de Jean-Baptiste Charcot. Fue llamada Isla Gouts en honor a un capitán de fragata de la marina francesa. El nombre no sobrevivió en el uso; el actual, derivado de gamma, la tercera letra del alfabeto griego, fue otorgado por personal de Investigaciones Discovery que cartografió la isla en 1927.
En la toponimia antártica argentina, debe su nombre al observatorio instalado en 1947 por la Armada Argentina en la punta Gallows, actual Base Melchior.

## Reclamaciones territoriales
Argentina incluye a la isla en el departamento Antártida Argentina dentro de la provincia de Tierra del Fuego, Antártida e Islas del Atlántico Sur; para Chile integra la comuna Antártica de la provincia Antártica Chilena dentro de la Región de Magallanes y de la Antártica Chilena; y para el Reino Unido integra el Territorio Antártico Británico. Las tres reclamaciones están sujetas a las disposiciones y restricciones de soberanía del Tratado Antártico.
Nomenclatura de los países reclamantes: 
- Argentina: isla Observatorio[6][7]
- Chile: isla Gamma[3]
- Reino Unido: Gamma Island[4]